# دلون بولداگ

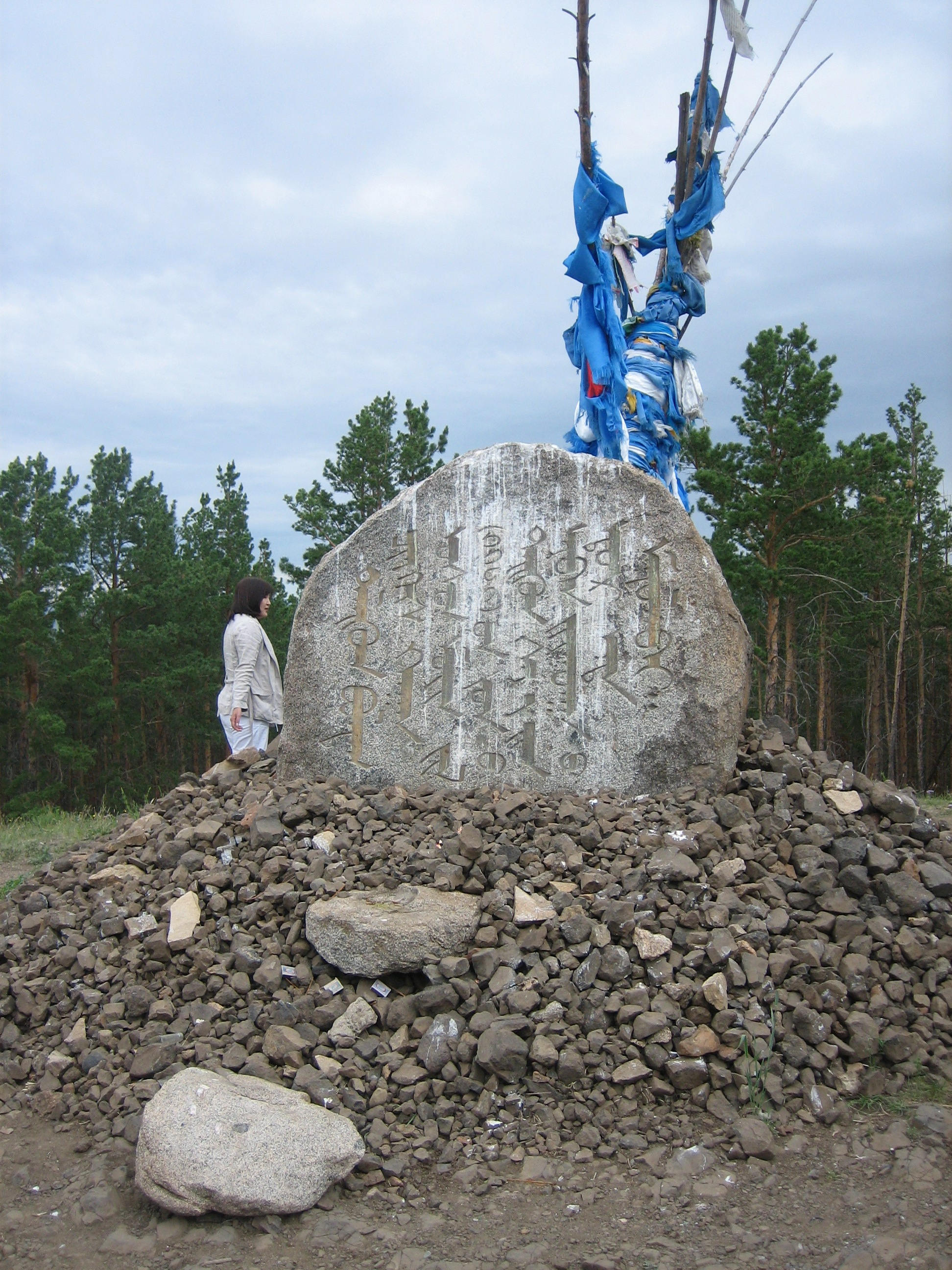
اوو و بنای تاریخی در سایت

دلون بولداگ (انگلیسی: Delüün Boldog) یک جاذبه گردشگری واقع در دادال، استان خنتی، در پارک ملی اونون-بالژ، مغولستان است. این یکی از چندین مکان است که بر اساس تاریخ سری مغولان زادگاه چنگیزخان در سال ۱۱۶۲ میلادی در نظر گرفته می‌شود. این شهر در نزدیکی کوه مقدس بورخان خلدون و رودخانه‌های اونون و کرلن، نزدیک به اولان‌باتور واقع شده‌است.